# Cranaus hickmanni
Cranaus hickmanni is een hooiwagen uit de familie Cranaidae.